# Дорфбойерн
Дорфбойерн (нем. Dorfbeuern) — коммуна (нем. Gemeinde) в Австрии, в федеральной земле Зальцбург. 
Входит в состав округа Зальцбург.  Население составляет 1377 человек (на 31 декабря 2005 года). Занимает площадь 14,5 км². Официальный код  —  50 306.

## Политическая ситуация
Бургомистр коммуны — Адольф Хинтерхаузер (АНП) по результатам выборов 2004 года.
Совет представителей коммуны (нем. Gemeinderat) состоит из 13 мест.
- АНП занимает 8 мест.
- АПС занимает 3 места.
- СДПА занимает 2 места.